# Lisa Spoonauer
Lisa Spoonauer (Rahway, New Jersey, 1972. december 6. – Jackson Township, New Jersey, 2017. május 20.) amerikai karakterszínésznő.

## Élete
1994-ben Kevin Smith Shop-stop című filmjében játszotta a főhős Dante Hicks korábbi szerelmét Caitlin Bree-t. 1997-ben még egy filmben a Bartenderben kapott szerepet. A Shop-stopban szereplő Jeff Andersonnal 1998-ban kötött házasságot, de egy év múlva elváltak. Később újra férjhez ment és halálakor Jackson Townshipben egy éttermet vezetett.

## Filmjei
- Shop-stop (Clerks) (1994)
- Bartender (1997)
- Clerks: The Animated Series (2001, tv-sorozat, hang, egy epizódban)

## További információ
- Lisa Spoonauer az Internetes Szinkronadatbázisban (magyarul)
- Lisa Spoonauer az Internet Movie Database-ben (angolul)
- Lisa Spoonauer a Rotten Tomatoeson (angolul)